# Леонардо Фаббрі
Леонардо Фаббрі (15 квітня 1997 , Баньйо-а-Риполі, Тоскана ) — італійський легкоатлет, що спеціалізується на штовханні ядра, призер чемпіонату світу.

## Виступи на основних міжнародних змаганнях
| Рік                | Змагання                      | Місце проведення        | Місце              | Результат          | Примітки           |                    |
| Представник Італія | Представник Італія            | Представник Італія      | Представник Італія | Представник Італія | Представник Італія | Представник Італія |
| ------------------ | ----------------------------- | ----------------------- | ------------------ | ------------------ | ------------------ | ------------------ |
| 2017               | Чемпіонат Європи серед молоді | Бидгощ, Польща          | 7                  | 19.12 м            |                    |                    |
| 2018               | Чемпіонат Європи              | Берлін, Німеччина       | 29 (кв.)           | 18.04 м            |                    |                    |
| 2019               | Чемпіонат Європи в приміщенні | Глазго, Велика Британія | 14 (кв.)           | 19.71 м            |                    |                    |
| 2019               | Чемпіонат Європи серед молоді | Євле, Швеція            | 2                  | 20.50 м            |                    |                    |
| 2019               | Чемпіонат світу               | Доха, Катар             | 13 (кв.)           | 20.75 м            |                    |                    |
| 2021               | Чемпіонат Європи в приміщенні | Торунь, Польща          | 11 (кв.)           | 19.96 м            |                    |                    |
| 2021               | Олімпійські ігри              | Токіо, Японія           | 14 (кв.)           | 20.80 м            |                    |                    |
| 2022               | Чемпіонат світу               | Юджин, США              | 22 (кв.)           | 19.73 м            |                    |                    |
| 2022               | Чемпіонат Європи              | Мюнхен, Німеччина       | 7                  | 20.72 м            | SB                 |                    |
| 2023               | Чемпіонат Європи в приміщенні | Стамбул, Туреччина      | —                  | NM                 |                    |                    |
| 2023               | Чемпіонат світу               | Будапешт, Угорщина      | 2                  | 22.34              | PB                 |                    |